# Ейфорія (телесеріал)
«Ейфорія» (англ. Euphoria) — американська телевізійна підліткова драма, створена Семом Левінсоном для HBO і заснована на однойменному ізраїльському мінісеріалі. Головну роль у серіалі грає Зендея, до акторського складу також входять Мод Апатоу, Анґус Клауд, Ерік Дейн, Алекса Демі, Джейкоб Елорді, Барбі Феррейра, Ніка Кінґ, Сторм Рейд, Гантер Шафер, Алджі Сміт, Сідні Свіні, Колман Домінго, Джейвон Волтон, Остін Абрамс і Домінік Файк.
Прем'єра телесеріалу відбулася 16 червня 2019 року на каналі HBO. У липні 2019 року серіал було продовжено на другий сезон, якому передували дві годинні спеціальні випуски в грудні 2020 року та січні 2021 року. Прем’єра другого сезону відбулася 9 січня 2022 року. 4 лютого 2022 року серіал було продовжено на третій сезон.
«Ейфорія» отримала позитивні відгуки від критиків, з похвалою за її кінематографію, історію, партитуру, акторську гру (зокрема, Зендеї) і підхід до її зрілої теми, хоча вона викликала суперечки через її оголеність та сексуальний вміст, які деякі критики вважали надмірними. Серіал був номінований на телевізійну премію Британської академії за найкращу міжнародну програму та премію АТК за видатні досягнення в драмі. За свою гру Зендея була нагороджена Прайм-тайм премією «Еммі» та Премією «Сателіт» за найкращу жіночу роль у драматичному телевізійному серіалі.
Серіал посів перше місто серед найпопулярніших запитів у пошуковику Google в категорії «Телешоу» за підсумками 2022 року.

## Акторський склад і персонажі

### Основний склад
| Актор          | Роль          | Опис |
| -------------- | ------------- | --- |
| Зендея         | Ру Беннет     | 17-річна наркозалежна, що намагається знайти власне місце у житті.                                                                                    |
| Мод Апатоу     | Лексі Говард  | подруга Ру, молодша сестра Кессі. |
| Анґус Клауд    | Феско         | місцевий наркодилер, близький друг Ру. |
| Ерік Дейн      | Кел Джейкобс  | батько Нейта, який приховує таємниці від своєї сім'ї.                                                                                                 |
| Алекса Демі    | Медді Перес   | популярна дівчина, яка перебуває у складних стосунках з Нейтом.                                                                                       |
| Джейкоб Елорді | Нейт Джейкобс | шкільний спортсмен, що вирізняється агресивною поведінкою.                                                                                            |
| Барбі Феррейра | Кет Ернандес  | дівчина, що досліджує власну сексуальність. |
| Ніка Кінґ      | Леслі Беннет  | матір Ру і Джії. |
| Сторм Рейд     | Джія Беннет   | тринадцятирічна сестра Ру. |
| Гантер Шафер   | Джулс Вон     | транссексуальна дівчина, знайомиться з Ру відразу після переїзду в місто, згодом перебуває в стосунках з Ру.                                          |
| Алджі Сміт     | Кріс Маккей   | молодий футболіст, якому важко адаптуватись до навчання в коледжі.                                                                                    |
| Сідні Свіні    | Кессі Говард  | старша сестра Лексі з сумнозвісним сексуальним минулим.                                                                                               |
| Колман Домінго | Алі           | чоловік, який одужує від розладу вживання психоактивних речовин, який часто виступає на зборах анонімних наркоманів Ру і зрештою стає її наставником. |
| Джейвон Волтон | Ашстрей       | "молодший брат" Феса, торговець наркотиками. |
| Остін Абрамс   | Ітан Льюїс    | однокласник Кет, її любовний інтерес. |
| Домінік Файк   | Еліот         | новий друг Ру. |

### Другорядний склад
| Актор             | Роль              | Опис                                                                        |
| ----------------- | ----------------- | --------------------------------------------------------------------------- |
| Алана Убач        | Сьюзі Говард      | мати Лексі та Кессі, алкоголічка.                                           |
| Лукас Ґейдж       | Тайлер Кларксон   | студент коледжу, на якого жорстоко нападав Нейт за секс з Медді на вечірці. |
| Джон Алес         | Девід Вон         | батько Джулс.                                                               |
| Тайлер Тіммонс    | Трой і Рой Маккеї | брати-близнюки Кріса Маккея.                                                |
| Софія Роуз Вілсон | Бібі              | подруга Медді, Кет та Кессі.                                                |
| Рубен Даріо       | Тед Перес         | батько Медді.                                                               |
| Кіан Джонсон      | Даніель           | колишній хлопець Кет, зацікавлений у Кессі.                                 |
| Пола Маршал       | Марша Джейкобс    | мати Нейта.                                                                 |
| Зак Штайнер       | Арон Джейкобс     | брат Нейта.                                                                 |
| Мерседес Колон    | Пані Ернандес     | мати Кет.                                                                   |
| Тайлер Чейз       | Кастер            | працює з Мишею.                                                             |
| Міко              | Миша              | постачальник Феса.                                                          |
| Марша Гемблс      | Панна Марша       | працює у Франка.                                                            |

### Гості
| Актор              | Роль            | Опис                 |
| ------------------ | --------------- | -------------------- |
| Джеремій Біркетт   | Директор Хейс   | директор у школі Ру. |
| Брюс Векслер       | Роберт Беннет   | батько Ру та Джиї.   |
| Ельпідія Каррільйо | Соня Перес      | мати Медді           |
| Шайло Фернандес    | Тревор          | продавець магазину   |
| Крастон Джонсон    | Фредерік Маккей | батько Кріса         |

## Коротка біографія персонажів головного складу
1. Рубі «Ру» Беннетт.
Ру народилася 14 вересня 2001 року, через 3 дні після 11 вересня. У першому сезоні вона — наркоманка-підліток, щойно вийшла з реабілітаційного закладу та намагається знайти своє місце у світі. Саркастична та інтровертна, вона виступає оповідачем у серіалі. Живе з мамою та сестрою. Її батько помер від раку ще до початку серіалу. Вона найкраща подруга Лексі, знайома з дошкільного віку. Сюжет першого сезону в основному обертається навколо її стосунків з Джулс. У другому сезоні вона продовжує боротися із залежністю, оскільки вона починає займатися торгівлею наркотиками та вступає в офіційні стосунки з Джулс, які незабаром розриває через те, що Джулс зрадила її.
2. Леслі Беннет.
Леслі — мати Ру та Джиї. Після втрати чоловіка Леслі самостійно доглядає за дітьми.
3. Джорджія "Джия" Беннетт.
Джия народилася наприкінці 2005 року і є дбайливою та відданою молодшою сестрою Ру. 
4. Джулс Вон.
Джулс — трансгендерна дівчина, яка вступає в бурхливі стосунки з Ру після переїзду в місто. У неї натягнуті стосунки з матір’ю, яка помістила її в психіатричну лікарню проти її волі, коли їй було 11 років. Вільна духом і добра, а також емоційна й імпульсивна, вона часто виявляє, що несе тягар залежності Ру. У другому сезоні вона зраджує Ру з Елліотом.
5. Елліот.
Елліот — однокласник і новий друг Ру, який стає між нею та Джулс. Він також музикант.
6. Маделін «Медді» Перес.
Впевнена, бойова та популярна, Медді — постійна дівчина Нейта, а згодом і колишня дівчина. Вона часто піддавалася емоційному, а іноді й фізичному насильству, поки вони були разом. У неї складні стосунки з родиною. Її найбільший страх потрапити у такі стосунки, як її батьки, які не кохають одне одного, тому вона часто виправдовує насильство Нейта як доказ його пристрасті до неї. Незважаючи на свою запальність, вона добра і цінує своїх близьких друзів, таких як Кет і Бі, а також Ру, Джулс і Лексі. Кессі колись була її найкращою подругою, перш ніж вона зрадила її, вдавшись до таємної інтрижки з Нейтом у другому сезоні.
7. Кассандра «Кессі» Говард.
Кессі — мила й популярна дівчина, яка любить кататися на ковзанах і є старшою сестрою Лексі. Зіткнення з об’єктивацією з юного віку, а також її батьком, який залишив її сім’ю, залишили потребу в підтвердженні чоловіка як її ахіллесову п’яту. У неї було кілька минулих стосунків, які часто закінчувалися тим, що хлопці розповсюдженням її голою з помсти.
У першому сезоні вона вступає в стосунки з Маккеєм, з яким пізніше розлучається після того, як вона вагітніє від нього, через що вона зробила аборт. Шукаючи розради, у другому сезоні вона таємно зв’язується з Нейтом, через що втрачає самосвідомість і руйнує дружбу з Медді.
8. Алексіс «Лексі» Говард.
Лексі народилася 11 січня 2001 року. Вона є найкращою подругою дитинства Ру і молодшою сестрою Кессі. Більшу частину свого підліткового віку вона проводить у тіні своєї старшої сестри, завжди почуваючись сторонньою людиною та спостерігачкою власного життя.
Сповнена рішучості зробити більше й нарешті потрапити в центр уваги, вона створює п’єсу у 2 сезоні й базує її на всьому, що сталося навколо неї. У той же час вона зближується з Феско після виявлення несподіваної сумісності, включаючи деякі незвичайні, спільні інтереси (наприклад, фільм 1986 року «Залишся зі мною»).
9. Феско.
Фез — місцевий торговець наркотиками, який має близькі стосунки з Ру. Його виховувала бабуся, яка зараз є інвалідом. Він живе з Ештреєм, якого вважає своїм діловим партнером, і, хоча вони не виглядають родичами, він ставиться до нього як до брата. Він починає товариські стосунки (з романтичним відтінком) із Лексі у 2 сезоні.
10. Ештрей. Ештрей — «молодший брат» Феза і торговець наркотиками; йому близько 12 років. Він є повторюваним персонажем протягом 1 сезону, але стає головним героєм у 2 сезоні. 
11. Крістофер «Кріс» Маккей.
Маккей — молодий футболіст і колишній хлопець Кессі, якому важко адаптуватися до коледжу. На вечірці його ганьблять брати, і Кессі завагітніла, що призвело до того, що вона зробила аборт.
12. Кетрін «Кет» Ернандес.
Кет народилася 15 серпня 2002 року. Вона — дівчина, яка бореться за бодіпозитив, досліджуючи свою сексуальність. Кет — дівчина-підліток великого розміру з волоссям до підборіддя, шкірою кольору слонової кістки та темно-карими очима. На початку першого сезону вона носить окуляри «котяче око», її повсякденний одяг часто складається зі звичайних сорочок, топів і суконь, віддаючи перевагу мінімалістичному макіяжу. Але незабаром вона стає більш розкутішою, одягаючи більш запальний і відкритий одяг.
13. Ітан Дейлі.
Ітан — коханий Кет, який стає її хлопцем.
14. Натаніель «Нейт» Джейкобс.
Нейт — спортсмен старшої школи, чий гнів маскує його сексуальну невпевненість. У дитинстві він отримав психологічну травму після перегляду колекції порнографії свого батька, на якій зображено його секс із чоловіками та трансгендерними повіями. Це спричинило його невизначену пристрасть до Джулс. У сезоні 1 у нього виникають токсичні стосунки з Медді, а в сезоні 2 він починає таємні стосунки з Кессі, що руйнує дружбу дівчат.
У Нейта часто трапляються небезпечні спалахи гніву та насильства, які він зазвичай виливає на Медді, наприклад, коли він душить її в сезоні 1 і погрожує їй пістолетом у сезоні 2.
15. Алі.
Алі — людина, яка одужує від розладу вживання психоактивних речовин, часто виступає на зустрічах анонімних наркоманів Ру та згодом стає її спонсором.
16. Кел Джейкобс.
Кел — суворий, вимогливий батько Нейта з подвійним життям. Він одружений і має трьох дітей від Марші, його дівчини зі старших класів. Однак у нього є стосунки на одну ніч з чоловіками та трансгендерними молодими людьми, які він знімає на приховану камеру. У 2 сезоні він залишає сім'ю і його заарештовують.

## Українська озвучка
- Ру Беннет – Катерина Буцька
- Кессі Говард – Катерина Буцька
- Нейт Джейкобс – Павло Скороходько
- Джулс Вон – Катерина Брайковська
- Кет Ернандес – Катерина Брайковська
- Медді Перес – Вікторія Москаленко

## Епізоди
| Сезон | Епізоди | Епізоди | Оригінальний показ | Оригінальний показ |
| Сезон | Епізоди | Епізоди | Перший показ       | Останній показ     |
| ----- | ------- | ------- | ------------------ | ------------------ |
| 1     | 8       | 8       | 16 червня 2019     | 4 серпня 2019      |
| 2     | 8       | 8       | 9 січня 2022       | 27 лютого 2022     |

### 1-й сезон (2019)
| № серії (загалом) | № серії (в сезоні) | Назва серії | Режисер(и)         | Сценарист(и) | Оригінальна дата показу | Глядачів США (млн) |
| --- | ------------------ | --- | ------------------ | ------------ | ----------------------- | ------------------ |
| 1 | 1                  | «Пілот» «Pilot» | Авґустін Фріззел   | Сем Левінсон | 16 червня 2019          | 0.577              |
| Підростаючи, Ру Беннет боролася з численними психічними розладами, які призвели до наркотичної залежності в її підлітковому віці. Зараз їй 17, Ру повертається додому з реабілітаційного центру і негайно купує наркотики у свого друга і наркоторговця Феско («Фес»). Джулс, трансгендерну дівчину, що тільки приїхала у місто, запрошує на вечірку її однокласниця Кет, яку влаштовує популярний футболіст й першокурсник коледжу Крістофер Маккей. Натомість Джулс вирішує спершу піти на побачення зі старшим чоловіком із програми для пошуку пари на ніч. Мати Ру змушує доньку пройти тест на наркотики. Ру отримує чисту сечу у своєї подруги дитинства Лексі і використовує її для проходження тесту. Маккей і його друг Нейт обговорюють сексуальне минуле своєї однокласниці Кессі, сестри Лексі. Маккей захищає її, оскільки він закоханий в Кессі. Джулс зустрічає старшого чоловіка в мотелі, який, як згодом з'ясовується, є батьком Нейта. Вона бреше про свій вік і вони займаються сексом. Згодом вона направляється на вечірку Маккея. На вечірці Кет втрачає цноту, а Медді, яка нещодавно розлучилася з Нейтом, вирішує помститься, зайнявшись сексом з хлопцем на ім'я Тайлер на очах у всіх. Нейт нападає на Джулс, але вона погрожує йому ножем і ріже себе. Покидаючи вечірку, Джулс зустрічає Ру і вони їдуть додому разом. |                    | |                    |              |                         |                    |
| 2 | 2                  | «Stuntin' Like My Daddy»                                                                                                   | Сем Левінсон       | Сем Левінсон | 23 червня 2019          | 0.574              |
| В 11 років Нейт знайшов колекцію власноруч зроблених батьком відео, на яких він займається сексом із молодими геями та трансжінками. В підлітковому віці Нейт стає успішним квотербеком, якому доводиться боротися з проблемами гніву та сексуальною незахищеністю. Нейт вривається в будинок Тайлера і жорстоко б’є його, звинувачуючи в зґвалтуванні Медді на вечірці Маккея після того, як Медді бреше йому, що була п'яною. У перший шкільний день Ру зривається після того, як її попросили розповісти про своє літо. Лексі намагається її втішити. Ру згадує як спробувала оксикодон вперше у віці 13 років (ліки прописали її батькові, який помирав від раку). Кет дізнається, що відео, на якому вона займається сексом на вечірці Маккея, широко поширюється в Інтернеті і розуміє, що може заробляти гроші як вебкам модель. Джулс починає листуватися з анонімом-спортсменом в Інтернеті. Маккей проводить час з Кессі і звинувачує її в одержимості сексом. Ру зустрічає наркоторговця Мишу у Феса і той змушує її спробувати фентаніл. Виявляється, що чоловік, з яким Джулс листувалася, — це Нейт, який використовує псевдонім «Тайлер». Назва цього епізоду є відсиланням на пісню Birdman і Lil Wayne «Stuntin' Like My Daddy» 2006 року, перший синґл з їхнього спільного студійного альбому Like Father, Like Son. |                    | |                    |              |                         |                    |
| 3 | 3                  | «Made You Look» | Сем Левінсон       | Сем Левінсон | 30 червня 2019          | 0.493              |
| Дитиною, Кет різко набирає вагу на сімейному відпочинку, через що її хлопець Даніель розлучається з нею, а однолітки починають цькувати Кет. Згодом вона стає популярною авторкою фанфіків в Інтернеті, приховуючи це захоплення від всіх. Після злитого секс-відео, Кет починає проводити платні вебкам-сеанси й тратить ці гроші на купівлю нового одягу. Після інциденту з фентанілом, Джулс каже Ру, що вона не буде з нею дружити, якщо та продовжить вживати наркотики. На своїй зустрічі Анонімних Наркоманів Ру каже, що вона вже 60 днів не вживає, проте інший учасник, Алі, каже їй, що знає правду. Ру допомагає Джулс зробити оголені фотографії після того, як Нейт надіслав їй фото члена. Ру краде таблетки з кухні Джулс. Кессі іде на вечірку в коледжі разом з Маккеєм. Медді була дуже шокована, знайшовши фотографії чужих членів на телефоні Нейта. Після того, як Джулс розповіла про свої плани зустрітися з «Тайлером» наодинці вночі, вони з Ру посварилися. Пізніше Ру йде до будинку Джулс, щоб вибачитися, і в кінцевому результаті цілує її. Не знаючи що робити, Ру йде до Феса за наркотиками, але, побоюючись за її добробут, він відмовляється давати їй наркоту й замикає вхідні двері. Засмучена Ру звинувачує Феса у своїй залежності. Вона кличе Алі на допомогу. Назва цього епізоду є відсиланням на пісню Nas «Made You Look» 2002 року з його шостого студійного альбому God's Son. |                    | |                    |              |                         |                    |
| 4 | 4                  | «Shook One Pt. II» | Сем Левінсон       | Сем Левінсон | 7 липня 2019            | 0.609              |
| У віці 11 років, Джулс потрапила до психіатричної лікарні через свою гендерну дисфорію та селфгарм. Після виписки з лікарні Джулс розпочала гендерний перехід. Ру зустрічається з Алі та розповідає йому про свої почуття до Джулс. На карнавалі Нейт і Медді сваряться, і Нейт хапає її за горло, залишаючи синці, після того, як вона обзиває його сім'ю. Маккей засмучує Кессі, відмовляючись визнавати її своєю дівчиною перед Нейтом, через її репутацію. Кессі та Медді приймають наркотики MDMA, так звану «Моллі». Медді влаштовує сцену перед сім'єю Нейта, а Кессі фліртує зі своїм однокласником, Деніелом, коханим Кет з дитинства. Вона досягає оргазму катаючись на каруселі. Джулс впізнає Кела, батька Нейта, з яким вона займалася сексом у мотелі. Кет тусується з однокласником Ітаном, але починає ревнувати, коли помилково думає, що він фліртує з іншою дівчиною і, в кінцевому результаті, вона займається сексом зі старшим хлопцем. Ру шукає свою сестру Джію і знаходить її під наркотою в компанії хлопців. Кел благає Джулс не розкривати їхню таємницю і вона запевняє його, що нікому її не розкаже. Після карнавалу, Джулс зустрічається з «Тайлером» і дізнається, що весь цей час, за псевдонімом ховався Нейт. Він погрожує повідомити в поліцію, що Джулс надсилала йому дитячу порнографію, якщо вона не буде мовчати про свої стосунки з його батьком. Джулс йде до будинку Ру, вони цілуються і Джулс залишається в неї на ніч. Назва цього епізоду є відсиланням на пісню Mobb Deep «Shook Ones (Part II)» 1995 року з другого альбому дуету The Infamous. |                    | |                    |              |                         |                    |
| 5 | 5                  | «'03 Bonnie and Clyde» | Дженніфер Моррісон | Сем Левінсон | 14 липня 2019           | 0.579              |
| У дитинстві, Медді любила брати участь у конкурсах краси, поки мати не заборонила їй займатись цим, почувши про підозри одного з організаторів конкурсу в розбещенні дітей. Через роки, вона бреше Нейту про те, що вона незаймана і вони починають зустрічатися. Ру розказує матері, що зустрічається з Джулс. Медді намагається приховати синці на шиї, які Нейт зробив на карнавалі, але їх помічають після того, як вона втрачає свідомість у школі й починається поліцейське розслідування. І Медді, і Нейт заперечують, що він заподіяв їй болю, але мати Медді висуває звинувачення в сторону Нейта. Джулс розчаровується, коли Ру не сприймає її ситуацію з Келом серйозно. Алі не вірить, що стосунки Ру і Джулс триватимуть й надалі, що лякає Ру. Кессі перестає бачитися з Даніелем і повертається до Маккея, який вибачається за свою поведінку на карнавалі. Кет холодна до Ітана, який не розуміє чому. Пізніше Кет робить мінет продавцю в магазині одягу. Ру вибачається перед Лексі за те, що вона була поганою подругою, і запрошує її покататися на роликах з нею та Джулс. Кел задається питанням, як його таємне сексуальне життя могло вплинути на дітей. Медді таємно зустрічається з Нейтом в мотелі. Після катання на роликових ковзанах Джулс забирає Ру з собою додому, але не може заснути. Назва цього епізоду є відсиланням на пісню Jay-Z та Бейонсе «'03 Bonnie & Clyde» 2002 року з його сьомого студійного альбому The Blueprint 2: The Gift & The Curse. |                    | |                    |              |                         |                    |
| 6 | 6                  | «The Next Episode» | Піппа Б'янко       | Сем Левінсон | 21 липня 2019           | 0.569              |
| З дитинства, Маккея тренував батько, щоб той міг стати успішним футболістом. Після вступу до коледжу, він розуміє, що у нього мало шансів стати професіоналом. Нейта відсторонено від навчання через розслідування нападу на Медді. Його та його родину не пускають до ресторану через чутки навколо нього. Нейт вривається у квартиру Тайлера і змушує його зізнатися, що він душив Медді. Він також шантажує Джулс, примушуючи її сказати поліції, що вона бачила, як Тайлер душив Медді. Кет набуває популярності як вебкам-модель. Кессі йде на вечірку на Гелловін з Маккеєм, де з нього жорстоко знущаються. Потім він агресивно займається сексом з Кессі й залишає її в сльозах. Наступної ночі Даніель влаштовує вечірку. Ру переживає через Джулс, яка сильно напилася. Ру просить вибачення у Феса за те, що накричала на нього. Кет займається оральним сексом з Ітаном, але кидає його, поки він йде у ванну. Коли Кессі відмовляється займатися сексом з Даніелем, він її обзиває та ображає. Пізніше, вдома, Кессі розуміє, що в неї затримка. Нейт, з якого зняли звинувачення, і Медді з'являються на вечірці Деніела і їм аплодують учасники вечірки. Ру підозрює, що між Джулс та Нейтом щось сталось, коли бачить її реакцію на Нейта. Назва цього епізоду є відсиланням на третій синґл американського репера Dr. Dre за участю Snoop Dogg «The Next Episode» з його студійного альбому «2001» 1999 року. |                    | |                    |              |                         |                    |
| 7 | 7                  | «Випробування та труднощі походу в туалет під час депресії» «The Trials and Tribulations of Trying to Pee While Depressed» | Сем Левінсон       | Сем Левінсон | 28 липня 2019           | 0.549              |
| Батьки Кессі розлучаються, коли вона перебуває у підлітковому віці. Після автомобільної аварії її батько стає наркозалежним, бідним і кидає сім'ю. Через це, вона часто вступає в експлуататорські сексуальні стосунки з хлопцями, ще не зустрівши Маккея. Ру впадає в депресію з маніакальними епізодами після того, як Джулс віддаляється. Коли вони з Лексі зрозуміли, що Нейт зробив з Джулс, Ру просить Феса залякати його. Він робить це, але Нейт мститься, анонімно повідомляючи в поліцію, що Фес займається торгівлею наркотиками. Феско й Ашстрей змушені позбутися всіх своїх наркотиків, коли під їх будинком з'являється поліція. Медді та Кет обмінюються взаємними звинуваченнями: Кет звинувачує Медді в нездоровій залежності від Нейта, а Медді, своєю чергою, звинувачує подругу в егоїзмі. Кет закінчує вебкам-сеанс з високооплачуваним клієнтом, коли їй стає незручно. Кессі каже Маккею, що вона вагітна. Він приголомшений і пропонує їй зробити аборт. Джулс відвідує подругу зі своєї старої школи, і зустрічає її сусідку Анну. Джулс і Анна ідуть в клуб, де вживають наркотики і займаються сексом, під час якого Джулс бачить галюцинації про Нейта і Ру. Пізніше вона пише Ру, що сумує за нею. |                    | |                    |              |                         |                    |
| 8 | 8                  | «І засій землю сіллю за собою» «And Salt the Earth Behind You»                                                             | Сем Левінсон       | Сем Левінсон | 4 серпня 2019           | 0.530              |
| Ру і Джулс миряться, поки Ру одужує в лікарні після інфекції нирок. Нейт не може досягти ерекції з Медді, яка спорить з ним про його орієнтацію, після чого Нейт нападає на неї. Коли Нейт йде в душ, Медді краде секс-відео Кела і Джулс, яке було у нього, повертається додому, щоб подивитися його, і шокується побаченого. Нейт виграє свій останній футбольний матч у старшій школі, але Кел критикує його гру. Нейт звинувачує батька в гомосексуальності, між ними зав'язується бійка, яка закінчується нападом гніву у Нейта. Кессі перериває вагітність з підтримкою матері та сестри. Фес проникає до будинку постачальника Миші та грабує його, щоб заплатити Миші за знищені наркотики. На випускному Кет шукає Ітана і просить вибачення за свою поведінку, вони разом йдуть з випускного. Ру погрожує Нейту викрити Кела, якщо той не припинить шкодити Джулс та Фесу. Нейт глузує з її прихильності до Джулс. Провівши ніч, намагаючись з'ясувати свої відносини один до одного, Нейт і Медді мирно вирішують припинити свої стосунки. Джулс зізнається Ру, що вона закохана і в неї, і в Анну. Ру та Джулс вирішують разом поїхати з міста, але Ру передумує в останню мить, і Джулс їде на потязі сама. Повернувшись додому, засмучена Ру з розбитим серцем, закидується оксикодоном і бачить яскраву музичну галюцинацію. |                    | |                    |              |                         |                    |

### Спецвипуски (2020–2021)
| № серії (загалом) | № серії (в specials) | Назва серії                                                          | Режисер(и)   | Сценарист(и)                | Оригінальна дата показу | Глядачів США (млн) |
| ----------------- | -------------------- | -------------------------------------------------------------------- | ------------ | --------------------------- | ----------------------- | ------------------ |
| 9                 | 1                    | «Неприємності не вічні» «Trouble Don't Last Always»                  | Сем Левінсон | Сем Левінсон                | 6 грудня 2020           | 0.236              |
| 10                | 2                    | «До біса всіх, хто не риба-ангел» «Fuck Anyone Who's Not a Sea Blob» | Сем Левінсон | Сем Левінсон і Гантер Шафер | 24 січня 2021           | 0.109              |

### 2-й сезон (2022)
| № серії (загалом) | № серії (в сезоні) | Назва серії | Режисер(и)     | Сценарист(и)   | Оригінальна дата показу | Глядачів США (млн) |
| --- | ------------------ | --- | -------------- | -------------- | ----------------------- | ------------------ |
| 11 | 1                  | «Намагаючись потрапити на небо, перш ніж вони закриють двері» «Trying to Get to Heaven Before They Close the Door» | Сем Левінсон   | Сем Левінсон   | 9 січня 2022            | 0.254              |
| У дитинстві, Феса прихистила до себе бабуся, яка познайомила його з торгівлею наркотиками. У продовженні сцени з фіналу першого сезону Ашстрей вбиває Мишу молотком. Напередодні Нового року, нанюхана Ру супроводжує Феса та Ашстрея до особливо важливої торгівлі наркотиками (яка зрештою вдається), перш ніж відвідати велику вечірку. У мінімагазині нанюхана Кессі зустрічається з Нейтом, який пропонує їй підвезти її на вечірку, прибувши вони займаються сексом у ванній і їх ледь не перериває Медді, змушуючи Кессі сховатися у ванні. Ру приймає суміш наркотиків з хлопцем, на ім’я Елліот і у неї ледь не стається зупинка серця. На щастя, Елліот дає їй аддерол, щоб стабілізувати її серцевий ритм. Надворі вони з Джулс возз’єднуються, і Ру розповідає Джулс, що у неї був зрив тієї ночі, коли Джулс кинула її на вокзалі. Пізніше, вони зізнаються у своїх почуттях один одному і цілуються. Фес розмовляє з Лексі, і вони обмінюються номерами телефонів. Потім він жорстоко б'є Нейта, поки інші учасники вечірки просто стоять й знімають це. Назва цього епізоду є відсиланням на пісню Боба Ділана «Tryin' to Get to Heaven» . |                    | |                |                |                         |                    |
| 12 | 2                  | «Поза дотиком» | Буде визначено | Буде визначено | 16 січня 2022           | Буде визначено     |
| 13 | 3                  | «Роздуми: Великі та малі хулігани»                                                                                 | Буде визначено | Буде визначено | 23 січня 2022           | Буде визначено     |